# Fernando Finkler
Fernando Augusto Finkler, nascido em 31 de maio de 1996 em Santa Cruz do Sul, é um ciclista brasileiro.

## Biografia
Fernando Finkler distingue-se pela primeira vez no Brasil durante a temporada de 2015. Nesse ano, consagra-se Campeão do Brasil de contrarrelógio esperanças e termina nos vinte primeiros na Rutas de América, e na Volta do Paraná e no Tour do Rio. Não obstante, está controlado positivo durante esta última a um esteroide anabolizante.. É suspenso então um ano pelo UCI até agosto de 2016
De regresso em 2017, classifica-se décimo-quarto da Rutas de América. Pouco tempo depois, alinha nos amadoras espanhóis na equipa Guerciotti-Redondela, e disputa várias carreiras do calendário UCI na Europa. Em 2018, é nono da Clássica de Pascua, em Espanha. Durante os campeonatos do Brasil, termina terceiro e consegue o título nas esperanças (Sub-23), justo ante o seu irmão Leonardo.

## Palmarés
- 2015
  -  Campeão do Brasil da contrarrelógio esperanças
  - 2.º do campeonato do Brasil em estrada esperanças
- 2018
  -  Campeão do Brasil em estrada esperanças
  - 3.º do campeonato do Brasil em estrada

## Classificações mundiais
| Ano              | 2018  |
| UCI America Tour | 79.º. |